# Pyrausta bicornutalis
Pyrausta bicornutalis là một loài bướm đêm trong họ Crambidae.